# Karshanjee Arjun
Karshanjee (Karshan) Arjun (Enterprise, 1945 - Land O' Lakes, 15 juni 2020) was een Guyaans activist en diplomaat. Vanuit de Verenigde Staten leidde hij verschillende Guyaanse groepen en streefde hij voor democratische verkiezingen in zijn land. Daarna diende hij bijna veertien jaar lang als ambassadeur in Suriname.

## Biografie
Karshanjee Arjun werd geboren in het dorp Enterprise aan de kust en was in de jaren 1960 voorzitter van de plaatselijke afdeling van de Progressive Youth Organization (PYO) en lid van de Indo-Guyaanse People's Progressive Party (PPP).
Hij emigreerde naar de Verenigde Staten waar hij achtereenvolgens in New York, Washington D.C. en Astoria (NY) woonde. Hier was hij oprichtend lid en voorzitter van The Association of Concerned Guyanese USA (ACGUSA), de Royals Sports Club en de Caribbean Coalition of Organizations New York.
Van de jaren 1970 tot 1992 werkte hij intensief samen met Cheddi Jagan voor eenheid onder Guyanen in het buitenland en vrije verkiezingen in zijn land. Hij was oprichter van een locale PPP-afdeling in New York en oprichter en redacteur van het Guyana News Bulletin. Vanuit ACGUSA startte hij een fondsencampagne waarmee de PPP in de verkiezingsstrijd werd ondersteund. Hij organiseerde picknick- en dansevenementen rondom cricket, en sponsordiners voor 100 dollar. Tijdens een campagne in Manhattan was Jagan te gast als spreker en zong Edwin Young (alias Crazy) het calypsolied We want democracy. In 1992 werd Jagen president na democratische verkiezingen.
Op 3 december 1994 trad Arjun aan als ambassadeur in Suriname. Hij bleef bijna veertien jaar lang aan in deze functie, tot 1 oktober 2008. Hij zette zich in voor de belangen van Guyanen in Suriname, waaronder voor een ongehinderde veerdienst over de Corantijn. Daarnaast fungeerde hij als de decaan (dean) binnen het diplomatieke corps.
Daarna keerde hij terug naar de Verenigde Staten. Hij overleed in 2020 in Florida. Karshanjee Arjun is 75 jaar oud geworden.